# 三年想いよ
『三年想いよ』（さんねんおもいよ）は、日本の歌手である沢田研二の5作目のミニ・アルバム。発売元は沢田の自主レーベルであるJULIE LABEL。

## 解説
- 東日本大震災が起こった2011年3月11日に哀悼の意を表して、2014年3月11日にリリース。

## 収録曲
- 全作詞:沢田研二

1. 三年想いよ
  - 作曲:GRACE
2. 櫻舗道
  - 作曲:下山淳
3. 東京五輪ありがとう
  - 作曲:柴山和彦
4. 一握り人の罪
  - 作曲:大山泰輝
5. みんな入ろ
  - 作曲:沢田研二
  - 歌唱:杉並児童合唱団